# Kristian Sotriffer
Kristian Sotriffer (* 3. Oktober 1932 in Bozen, Südtirol; † 19. Dezember 2002 in Wien) war ein österreichischer Maler, Grafiker, Fotograf, Autor und Kunstkritiker.

## Leben
Kristian Sotriffer wurde am 3. Oktober 1932 als erstes Kind seiner Eltern Rudolf und Irmgard Sotriffer in Bozen geboren. Im Jahr 1943 übersiedelte die Familie nach Duss (Dieuze) in Lothringen; sie floh im Zuge des Zweiten Weltkriegs 1944 nach Dornstetten im Schwarzwald. 1950 übersiedelte sie nach Alpirsbach. Von dort besuchte Kristian Sotriffer das Keplergymnasium in Freudenstadt. In der 7. Klasse brach er die Schule ab und machte eine Lehre beim Verlag Hirzel. Nach dem Abschluss der Lehre wechselte er zum Piper Verlag, dann zum Verlag von Lothar-Günther Buchheim. Im Alter von 24 Jahren zog er nach Wien und wurde Werbeleiter des Kunstverlags Schroll.
Am 7. Juli 1960 heiratete Sotriffer Gritli Zacherl. Gemeinsam bekamen sie drei Kinder.
Ab 1962 schrieb Sotriffer Kunstkritiken für die Tageszeitung Die Presse. 1972 war er Mitbegründer der Edition Tusch und arbeitete dort bis 1984 als Lektor und künstlerischer Leiter, u. a. beteiligte er sich an der Gestaltung von Ausstellungskatalogen. In den Jahren 1985 und 1986 war er im Verlag Herold tätig. Während dieser Zeit entstand zusammen mit Walter Koschatzky das Standardwerk Die Kunst vom Stein. Künstlerlithographien von ihren Anfängen bis zur Gegenwart. Von 1988 bis 1991 war er mit Beiträgen für die Zeitschrift FORVM tätig.
Am 19. Dezember 2002 starb Kristian Sotriffer in Wien.

## Ausstellungen (Malerei)
- 1959: Kleine Galerie, Wien, Aquarelle[4]
- 1961: Galerie Junge Generation, Wien[4]
- 1962: Tiroler Kunstpavillon[5]

## Veröffentlichungen (Auswahl)
Sotriffers publizistisches Werk umfasst kunsttheoretische und kunsthistorische Werke, kulturgeschichtliche Bücher, Ausstellungskataloge, Künstlermonographien und zahlreiche Buch- und Zeitschriftenaufsätze, sowie Kunstkritiken, die in der Tageszeitung „Die Presse“ veröffentlicht wurden.
- Malerei und Plastik in Österreich.  Verlag Schroll, Wien/München 1963.
- Expressionismus und Fauvismus, Aufbruch der Druckgraphik von der Romantik bis zur Gegenwart. Verlag Schroll, Wien 1971.
- Zechyr, Landscapes. Mit einem Werkkatalog sämtlicher Zeichnungen 1967–1970 von Manfred Chobot. Österreichische Graphiker der Gegenwart Bd. 5. Edition Tusch im Verlag Schroll, Wien 1971. ISBN 3-70310-254-3.
- Die verlorene Einheit. Haus und Landschaft zwischen Alpen und Adria. Edition Tusch, Wien 1978 / Hatje, Stuttgart 1978, ISBN 3-7757-0136-2.
- Südtirol. Eine Elegie. Edition Tusch, Wien 1979.
- Geformte Natur. Strukturen zwischen Acker und Haus im Alpenbereich. Edition Tusch, Wien 1981.
- mit Wolfgang Retler: Ein Dorf bei Wien. Edition Tusch, Wien 1981, ISBN 3-85063-110-9.
- Die Blüte der Chrysantheme. Die Zacherl – Stationen einer anderen Wiener Bürgerfamilie. Böhlau, Wien u. a. 1996, ISBN 3-205-98503-6.

## Auszeichnungen
- 1982: Kritikerpreis des „steirischen herbsts“[7]
- 1993: Österreichischen Staatspreis für Kulturpublizistik[7]
- 2002: Goldenes Ehrenzeichen für Verdienste um das Land Wien[6]